# David Young (politiker)
David Young, född 11 maj 1968 i Van Meter i Iowa, är en amerikansk politiker (republikan). Han var ledamot av USA:s representanthus 2015–2019. Young utexaminerades 1991 från Drake University och var sedan verksam som affärsman och som medarbetare åt republikanska politiker.